# Бургоондо-Себрерос-Эль-Тьембло

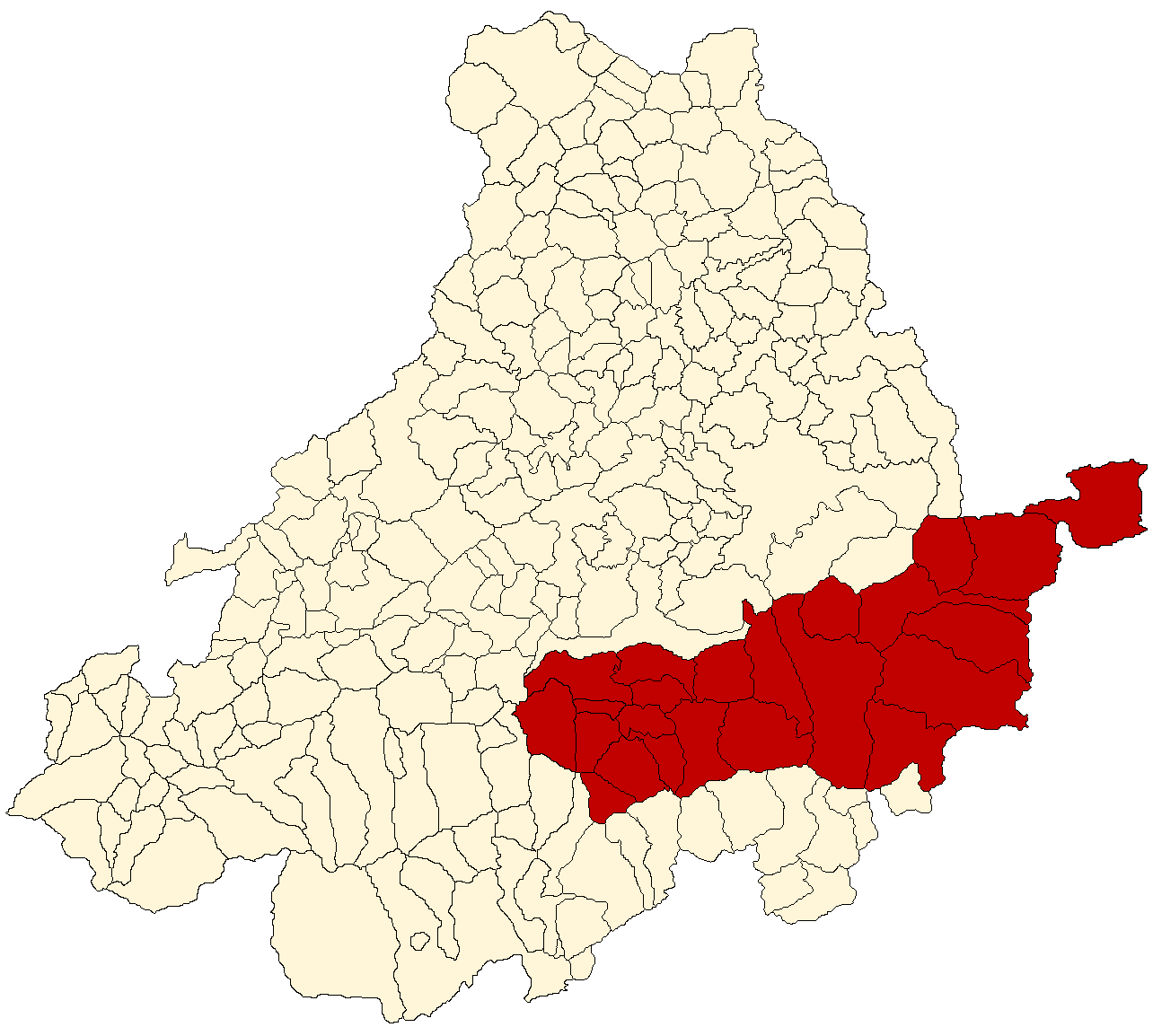

Бургоо́ндо-Себре́рос-Эль-Тье́мбло (исп. Comarca de Burgohondo - El Tiemblo - Cebreros)  — район (комарка) в Испании, входит в провинцию Авила в составе автономного сообщества Кастилия и Леон.

## Муниципалитеты
1. Бургоондо
2. Себрерос
3. Эль-Ойо-де-Пинарес
4. Ойокасеро
5. Навалакрус
6. Навальмораль
7. Навальпераль-де-Пинарес
8. Навалоса
9. Навалуэнга
10. Навакесера
11. Наварредондилья
12. Наварревиска
13. Лас-Навас-дель-Маркес
14. Наватальгордо
15. Пегеринос
16. Сан-Бартоломе-де-Пинарес
17. Сан-Хуан-дель-Молинильо
18. Сан-Хуан-де-ла-Нава
19. Санта-Крус-де-Пинарес
20. Серранильос
21. Эль-Тьембло
22. Вильянуэва-де-Авила